# Cuba delle Rose

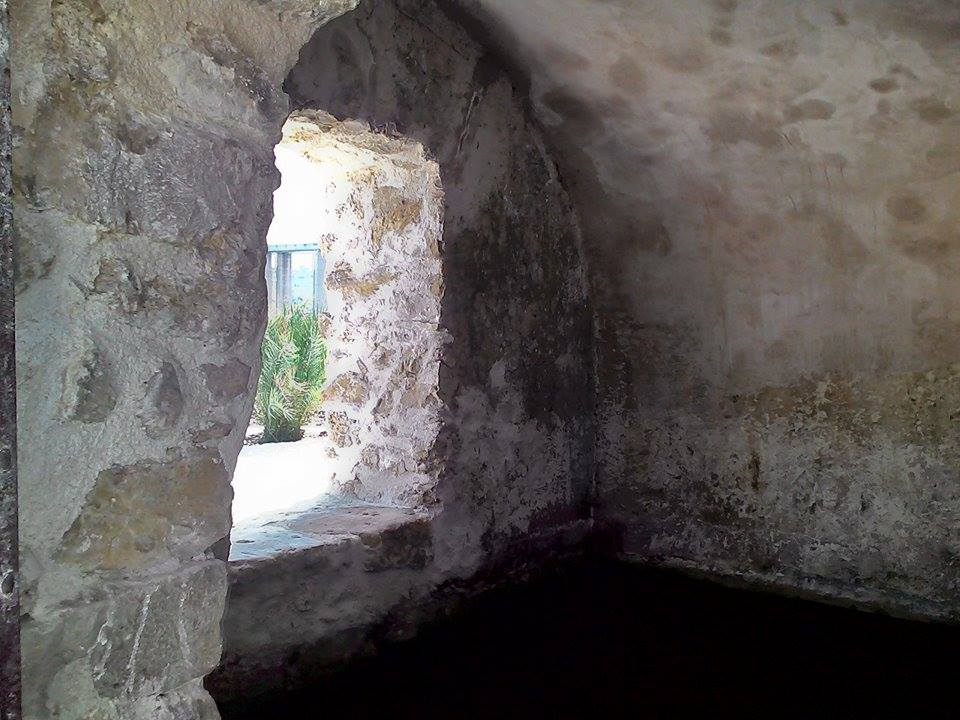
Interno della Cuba

La Cuba delle Rose di Alcamo è una cisterna araba che risale a circa mille anni fa e si trova a circa 300 metri dal lato nord/ovest del Castello di Calatubo.

## Storia e descrizione
Il termine Cuba potrebbe provenire dall'arabo qubbah, da cui la parola siciliano cubba, cupola che ricopre un serbatoio per la raccolta delle acque o sorgente. È una particolare costruzione di origine araba che ha resistito al passare dei secoli, che ancora oggi raccoglie le acque di una sorgente antidistante e che rappresenta un'opera molto importante dal punto di vista archeologico e architettonico, unica nel suo genere in Sicilia; è infatti una delle rare costruzioni tuttora esistenti aventi alcune caratteristiche tipiche dei “dammusi”, a forma quadrata e con un tetto simile a una cupola, utilizzate per raccogliere le acque piovane.
Le cube, come le gebbie, la saie, li gibbiuna, li cunnutta d'acqua, i wattali e i mulini, sono la riprova di una tradizione culturale e tecnologica di immenso valore storico, che deve essere recuperata e salvaguardata dall'oblìo.
L'edificio era la fonte di rifornimento d'acqua per gli abitanti che risiedevano nel distretto medievale di Calatubo: le acque di una vicina sorgente venivano convogliate per mezzo di particolari canali di scolo dalle stesse funzioni dei qanat persiani, un sistema di condutture di origine araba che, grazie a delle pendenze, faceva riaffiorare l’acqua nel serbatoio. La fontana è composta da una camera interna contenente l’acqua, comunicante con una vasca esterna (bevaio animali grossa taglia) che a sua volta, un tempo, riportava le acque in eccesso ad altri piccoli bevai (per animali di stazza minore) ormai perduti per sempre. I bevai, frutto dell'esigenza di diverse attività di allevamento, vennero costruiti in epoche successive allo spopolamento dell'abitato di Calatubo, dovuto alla fuga forzata dei contadini saraceni a causa della pulizia etnica condotta da Federico II.

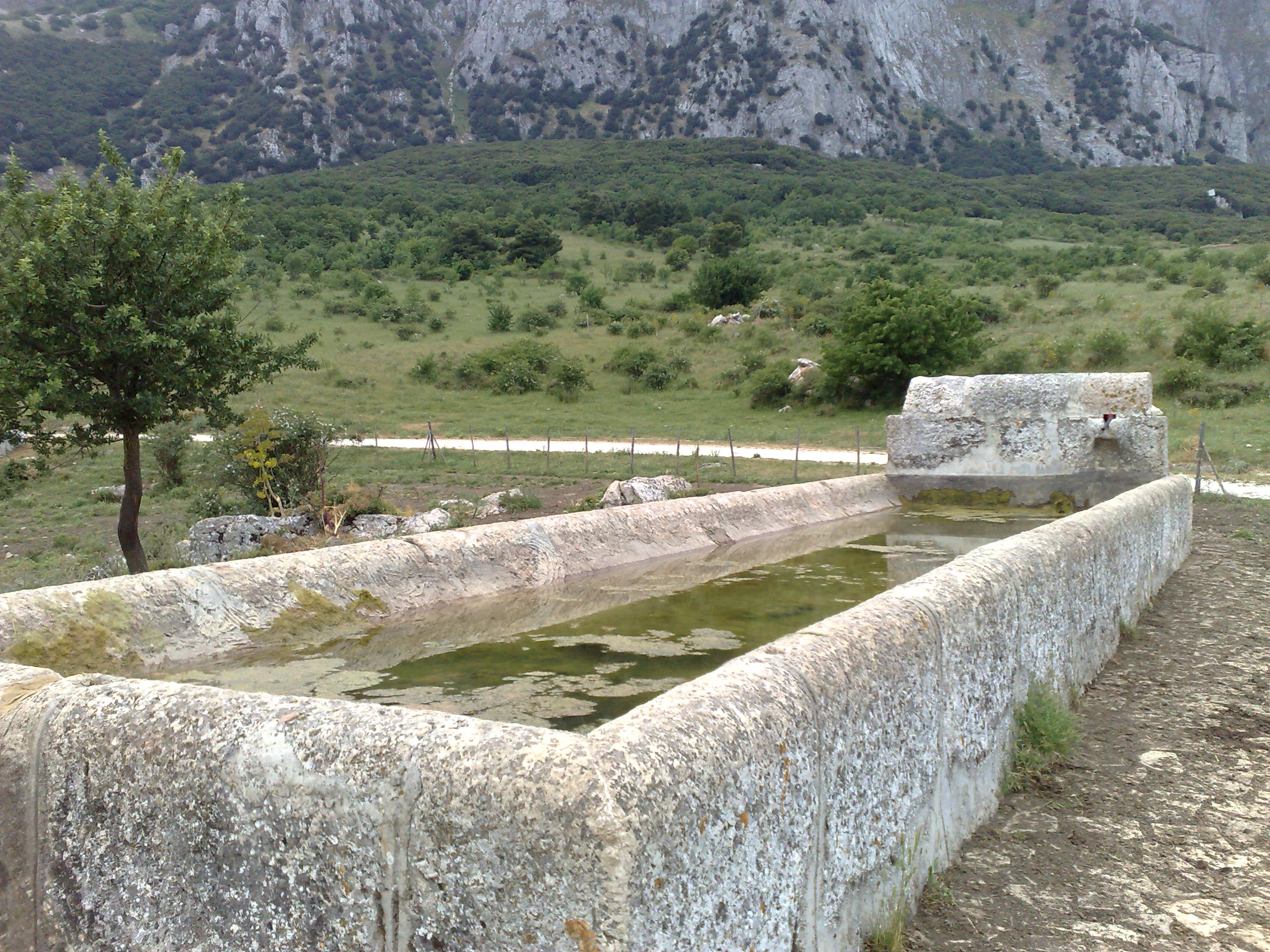
Gebbia nel Parco della Ficuzza

### Giardino
Secondo antiche testimonianze e leggende, un giardino e un folto palmeto circondavano la Cuba: le palme davano l'ombra, rinfrescando durante la calda estate e rendendo possibile la coltivazione di alberi da frutto e ortaggi, introdotti nel territorio.
Il giardino di tipo arabo rivela un grande simbolismo: aveva una forma rettangolare e l’area circondata da muri e divisa in quattro parti (come i quattro elementi sacri, cioè il fuoco, l'aria, l'acqua e la terra); esso è attraversato da canali d’acqua, con una fontana collocata al centro.

## Restauri
I lavori di restauro facevano parte del Piano Triennale delle Opere Pubbliche 2012/2014 e sono stati finanziati attraverso il GAL (gruppo di azione locale) "Golfo di Castellammare", con il contributo del Comune di Alcamo (per il restauro, il consolidamento e la riqualificazione del sito), sfruttando il P.S.R. Sicilia 2007-2013 (Programma Sviluppo Rurale), riguardante la tutela e la riqualificazione del patrimonio rurale.
Scopo finale del restauro è stato quello di riattivare l'utilizzo dello stesso impianto, assieme a quello di mantenere viva la memoria dell'antica comunità, salvaguardando la protezione del bene ai fini del pubblico utilizzo.
Dopo questi lavori la cuba è divenuta un luogo di richiamo per i turisti.
L’equipe dei tecnici era così composta: Enza Anna Parrino: coordinamento generale e progetto di restauro; Patrizia Minà: coordinamento tecnico-scientifico; Riccardo Faraci: progetto restauro e direzione lavori; Gaetano Cusumano: progetto restauro e direzione lavori, con la collaborazione esterna dell'associazione culturale "Salviamo il Castello di Calatubo" che ha curato alcuni aspetti storici e umani a dimostrazione del protagonismo e dell'importanza che l'antico complesso ha ricoperto nel tempo per il vasto feudo di Calatubo.

## Leggende
Una leggenda legata alla Cuba delle Rose, racconta di un giardino lussureggiante nei pressi del Castello di Calatubo: nei primi anni del 1700, qui c’era il roseto della baronessa Donna Gaetana De Ballis, ultima baronessa della nobile famiglia proprietaria del castello di Calatubo e del feudo dal 1584, e moglie di Giuseppe Papè Principe di Valdina e Protonotaro del Regno.
La bellissima Gaetana fu sposata dal principe Papè (molto più grande di lei) per puro interesse, priva del vero amore, riversò tutto il suo affetto verso suo figlio Ugo Papè che ben presto fu indirizzato dal padre a prendere i voti diventando uno dei più grandi vescovi della diocesi di Mazara del Vallo (ancora oggi ricordato per le sue opere).
Ancora una volta priva dell'amore, la baronessa, divenuta principessa all'atto del matrimonio, riversò tutto il suo affetto verso le sue amate rose, da lei coltivate segretamente per non farsi vedere dalle cortigiane e dai residenti; secondo la leggenda esse fiorivano solo di notte e in sua presenza, e da quando lei morì, nel 1769, le rose smisero di fiorire. Ma si racconta: che ogni anno, la notte del 19 febbraio, il suo fantasma, con un candeliere in mano esce dal Castello di Calatubo per recarsi in giro per la Cuba in cerca dei suoi amati fiori.
Altre leggende sono legate all'antico serbatoio arabo; si dice anche che la Cuba fosse nota per la sua riconosciuta peculiarità di profetizzare l'incombente nefasto futuro, tramite i riflessi della luna piena nello specchio delle sue limpide acque. 
Un'altra antichissima leggenda rievoca la storia dell'eterno amore tra due giovani nobili legati a baronie di fazioni opposte, durante il tremendo periodo (1300) delle fratricide guerre baronali per la gestione dei feudi. Una storia d'amore e di morte che non ha nulla di meno della più nota storia di Giulietta e Romeo.